# Beshtasheni
Beshtasheni (georgisk: ბეშთაშენი) er en landsby i nærheden af Tsalka i regionen Kvemo Kartli i det sydlige Georgien.
Næsten alle indbyggerne er etniske grækere. Disse pontiske grækere er også kendt som Tsalka Urumer. 